# Spade dell'età del ferro

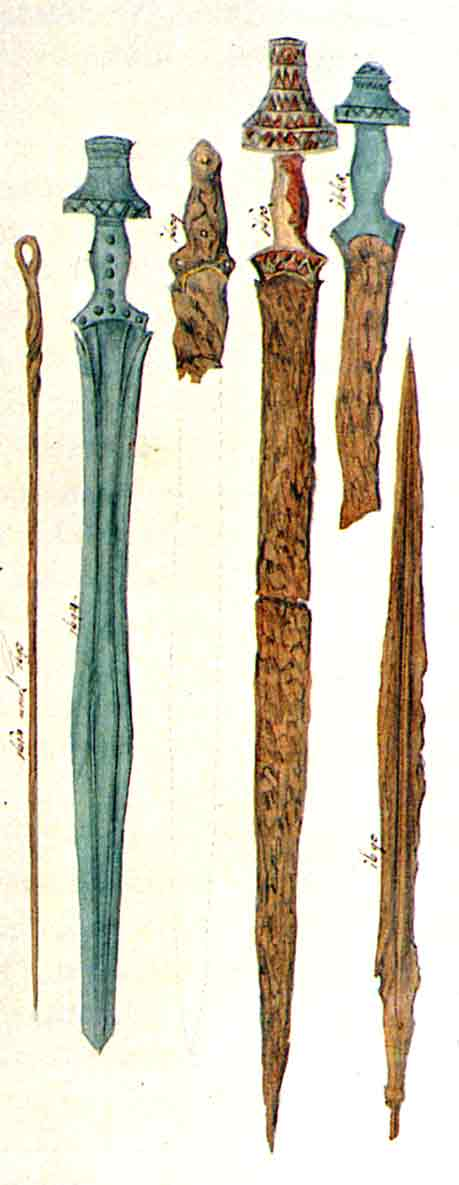
Spade Hallstattiane - disegno di Johann Georg Ramsauer, XIX secolo

Le spade dell'età del ferro sostituirono quelle dell'età del bronzo in un momento non ben precisato tra il XII e l'VIII secolo a.C. sia in Eurasia che in Africa. Le propaggini insulari e peninsulari più orientali dell'Asia (Giappone e Corea), avviarono una loro produzione stabile di armi bianche manesche in ferro non prima del III secolo.
Le prime spade in ferro erano prodotti primitivi se paragonati ai manufatti europei del III secolo a.C. o ai magnifici risultati dell'acciaio Damasco Wootz dell'India dell'VIII secolo. Seppur spesso fornito dell'adeguata quantità di carbonio, il ferro utilizzato dagli antichi fabbri non era infatti indurito tramite tempratura ma tramite semplice battitura, veniva cioè lavorato come se fosse bronzo. Il risultato di questo processo produttivo erano lame di scarsa qualità, prive dell'elasticità che permette alla spada di acciaio di assorbire l'urto senza piegarsi. L'arcaica spada in ferro era semplicemente più facile da realizzare della spada in bronzo perché più facile era reperirne la materia prima.
Solo successivamente i fabbri compresero che l'aggiunta di carbonio al ferro, operato durante il processo di fusione aggiungendo del carbone al minerale ferroso, poteva portare ad una migliore lega: l'acciaio (Chalybs in lingua latina). In origine, la lega era ottenuta tramite due processi, la tempratura ed il rinvenimento, da eseguire in successione sul reffo crudo secondo un modus operandi che se non eseguito a regola d'arte portava alla realizzazione di armi di bassa qualità. Per contro, la manifesta prova di abilità di taluni centri di produzione, capaci di garantire prodotti eccellenti, garantì loro una fama leggendaria poi tramandataci dalle fonti: pensiamo al ferrum noricum dell'Impero romano o all'acciaio Damasco delle Crociate.

Fu in Asia, più precisamente in India, che la metallurgia pre-industriale raggiunse i migliori risultati, con la produzione di lame con acciaio a pacchetto o wootz la cui qualità si diffuse poi in tutto il continente durante l'Età Moderna.

## Origini
Le prime prove di uso del ferro, recuperato dai meteoriti, vengono dai Sumeri e dagli Egizi (ca. 4000 a.C.) ma solo tra 3000 e 2000 a.C., in Mesopotamia, Anatolia ed Antico Egitto si cominciò a produrre ferro battuto (distinguibili dagli oggetti in ferro meteorico per la mancanza di nichel nella lega). L'Età del Ferro ebbe formalmente inizio nel Vicino Oriente antico (Anatolia, Mesopotamia ed Egitto) nel tardo II millennio a.C. (circa 1300 a.C.). Da questo iniziale centro di promanazione, la spada in ferro si diffuse nel bacino del Mediterraneo e nell'Asia sud-occidentale, favorita, con buona probabilità, dal successo militare e politico degli Ittiti, il cui impero levantino-anatolico si impose come nuova superpotenza della zona grazie a due innovazioni belliche fondamentali: le armi in ferro ed il cocchio da guerra. Dal principio del I millennio a.C., furono poi i popoli del Mare ed i filistei a promuovere la diffusione delle armi in ferro lungo le coste mediterranee.
La diffusione delle spade in ferro fu però tutt'altro che capillare, come ben testimoniatoci dalle fonti antiche:
- Nell'Iliade, i cui fatti vengono fatti risalire al 1250 a.C. circa, la maggior parte delle armi e delle armature menzionate sono di bronzo,[4][5][6] e i masselli di ferro sono usati per commerciare;
- Nell'Antico Testamento si fa esplicita menzione del monopolio mantenuto sul "segreto del ferro" dai filestei a discapito degli israeliti ai quali muovono guerra al tempo di Re Davide:

(Antico Testamento, 1 Samuele:19-21)
La spiegazione oggi più accreditata è che il ferro abbia definitivamente sostituito il bronzo nella fabbricazione delle armi quando la koinè dell'Età del bronzo, e cioè il sistema di contatti e scambi commerciali tra i grandi imperi (Egizi, Ittiti, ecc.), andò in crisi, stroncando il commercio del rame e dello stagno necessari per garantire la produzione di oggetti bronzei. Privi della materia prima di più facile lavorazione, i fabbri dell'Antichità dovettero sopperire scoprendo come meglio lavorare il ferro per ottenere delle armi.

## Europa

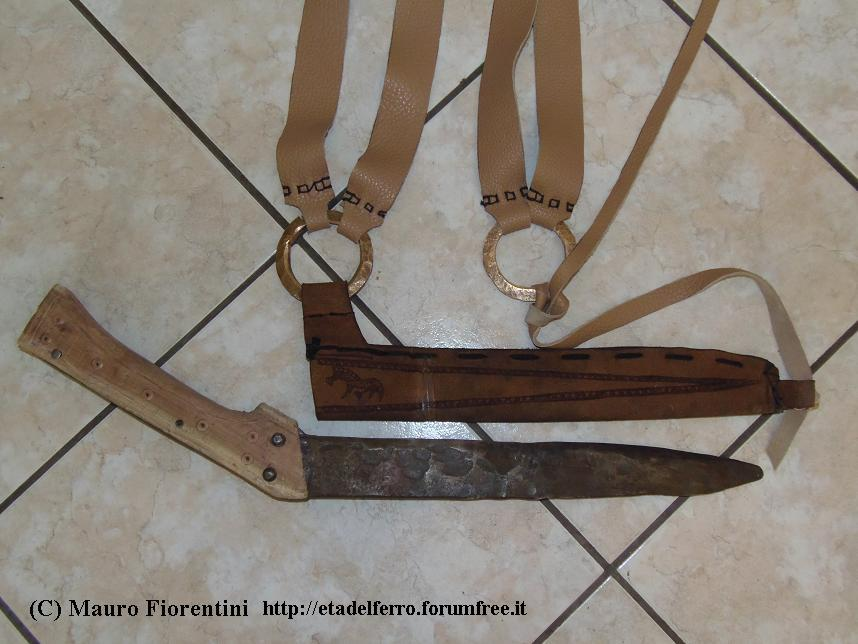
La replica di una spada tipo "Novilara", molto diffusa nei Balcani e nel bacino dell'Adriatico tra l'VIII ed il VII secolo a.C., ricostruita con una forgia dell'Età del Ferro

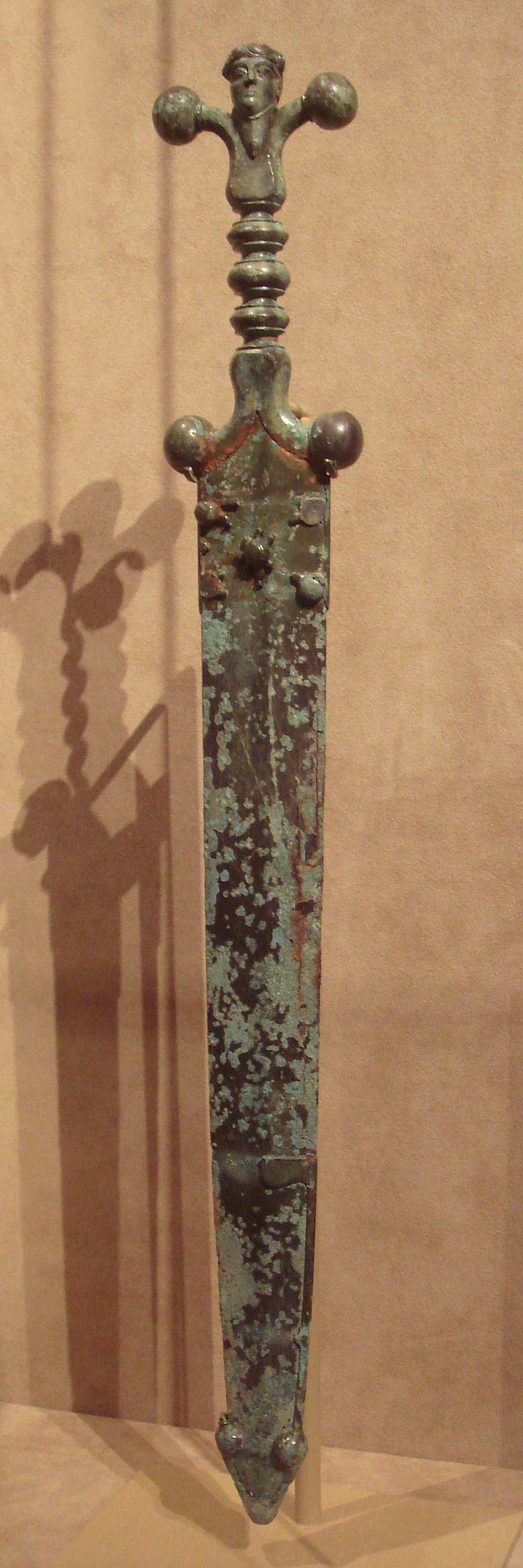
Spada e fodero celtici in ferro, ca. 60 a.C.

Contemporaneamente al diffondersi, nell'Europa atlantica, delle armi in ferro tipiche della Cultura di Hallstatt (IX-VI secolo a.C.), l'Europa Mediterranea vedeva la diffusione di armi in ferro di origine Balcanica ed Orientale. Non mancarono i primi tentativi di produzione propria, specialmente in area Centro-Italiana, con armi robuste e dal semplice disegno costruttivo. 
A partire dal VII - VI secolo a.C., vi è una grande diffusione della lunga scimitarra Greca, la Makhaira, testimonianza forse di un cambiamento sociale che portò le tribù Italiche all'adozione ed all'istituzione di una forza di cavalleria. La spada Greca era talmente efficace che nel giro di pochi decenni venne anche adottata dalla fanteria, opportunamente accorciata. 
Circa nel 500 a.C., la Cultura di La Tène, diffusa in tutta l'Europa continentale dai Celti, segnò il definitivo ingresso delle spade lunghe in ferro (lama di 60 cm per una lunghezza totale dell'arma di 80 cm) sulla scena bellica europea, con l'affermarsi della cavalleria anche presso i Celti. Più o meno contemporaneamente, un'altra popolazione indoeuropea, gli Sciti, diffuse l'uso di spade in ferro in Ucraina ed in Russia.

## Asia

### India
L'India fu il primo paese a produrre spade in ferro montanti lama in acciaio propriamente detto (ovvero acciaio di alta qualità): l'acciaio Wootz, un prodotto molto simile al moderno acciaio realizzato in crogiolo. Veniva preparato in crogioli chiusi sigillati, alimentati da energia eolica, che contenevano minerale di ferro ad alta purezza, carbone e vetro. I crogioli venivano poi messi alla fiamma e riscaldati fino ad avere la fusione del miscuglio, per cui il ferro si arricchiva di carbonio, e il vetro assorbiva le impurità man mano che fondeva, galleggiando sulla superficie. Il risultato era un acciaio ad alto tenore di carbonio e di elevata purezza, chiamato poi acciaio di Damasco.
La tecnica dell'acciaio Wootz era sicuramente diffusa in modo capillare nel meridione del subcontinente indiano nel 300 anche se alcune fonti la vorrebbero già consolidata nel III secolo a.C. Dall'India, il nuovo acciaio si diffonde attraverso il Turkmenistan e l'Uzbekistan, raggiungendo la Persia già al tempo dell'Impero sasanide, attraverso scambi commerciali e scontri militari, creando definitivamente un largo bacino di diffusione entro il IX secolo.

### Cina
In Cina, il paese che forse sviluppò la più florida e creativa civiltà del bronzo (v. Età del bronzo in Cina), l'uso del ferro e dell'acciaio per la fabbricazione delle spade fu cosa tarda. Soltanto tra V e III secolo a.C. i fabbri sinici iniziarono a produrre lame con il nuovo metallo e con la lega, raggiungendo risultati apprezzabili solo durante il regno della Dinastia Han (206 a.C.-220 d.C.), quando venne standardizzata la tecnica di lavorazione dell'acciaio ripiegato (forgiatura-rinvenimento-ripiegamento).
Dalla Cina, le spade in ferro passarono in Korea e Giappone nei primi secoli dell'Era cristiana.

### Corea
La Corea beneficiò dell'importazione di spade in ferro cinesi avviando una propria tradizione siderurgica intorno al III secolo.

### Giappone
Il Giappone importò lame in ferro sinico fino al VI secolo, iniziando poi a favorire l'immigrazione di fabbri cinesi dei Tang che colmarono il divario tecnologico-metallurgico tra i due paesi e portarono alla produzione delle prime spade nipponiche in ferro, le chokutō (直刀). Fu però solo nel X secolo, con la produzione delle kotō (古刀), che il Sol Levante iniziò a fabbricare pregevoli armi in ferro.

## Africa
Fino alla fine del XIX secolo diversi studiosi ritenevano che la penetrazione della metallurgia e la conseguente produzione di armi in ferro (soprattutto lance e zagaglie ma anche spade) nell'Africa Nera fosse sempre stata legata al contatto con progredite civiltà antiche (es. Antichi Egizi) o al contatto con mercanti europei (fond. portoghesi) ed arabi nel XV secolo. In realtà, gli abitanti del Termit (Niger orientale) padroneggiavano il ferro già nel 1500 a.C. ed i Bantu dovettero proprio all'uso di armi in ferro la loro affermazione nel Continente Nero (v. Espansione Bantu).